# Plantronics
Poly, anciennement Plantronics, Inc, est une entreprise américaine fondée en 1961 par Keith Larkin et Courtney Graham, dédiée initialement au développement et à la fabrication de produits électroniques spécialisés, destinés à l'industrie aéronautique. Elle commercialise des casques à destination des particuliers et entreprises, et notamment les joueurs en ligne. En ayant été l'un des premiers fabricants indépendants à figurer sur la liste de fournisseurs de la NASA, elle est aujourd'hui considérée comme leader mondial dans le domaine des micro-casques légers pour les télécommunications.

## Histoire

### Création

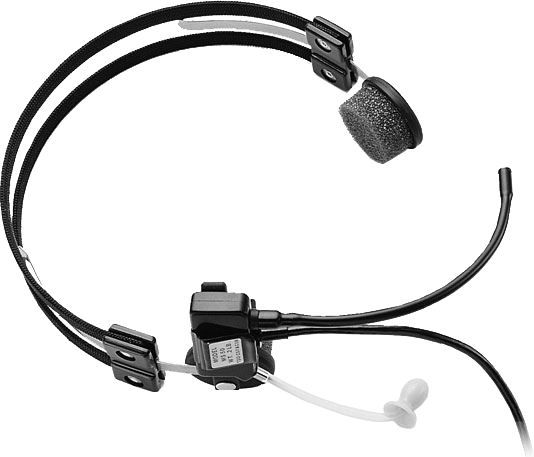
Le MS-50.

C'est en 1961 que Keith Larkin découvre sur une paire de lunettes-radio qu'il trouve très intéressantes. À la même période, United Airlines cherche à remplacer le microphone à main que tiennent les pilotes dans les cockpits des nouveaux Douglas DC-8. Larkin agit rapidement et commence à esquisser un tout nouveau micro-casque pour lequel il reçoit plus tard un brevet américain. Lorsqu'il termine sa création, les deux partenaires (Keith Larkin et Courtney Graham) vont fonder le 18 mai 1961 Plantronics, Inc. Ainsi que leur premier micro-casque, le MS50, qui sera plus tard acheté par United Airlines et deviendra la norme des communications dans l'aviation.

### Plantronics et la NASA
En 1962, à la suite d'un problème technique lors de la deuxième mission Mercury avec équipage, la NASA se rend compte qu'elle a besoin d'équiper ses astronautes d'un système de communication porté en permanence. L'astronaute Walter « Wally » Schirra, membre de la mission Mercury suivante, prête attention au nouveau système de communication, MS50. C'est ainsi que Schirra porte le premier micro-casque Plantronics dans l'espace. Peu de temps après, Plantronics va fonder une nouvelle division : Spencom (SPace ENvironmental COMmunications), destinée à fabriquer des micro-casques spécialement conçues pour le programme spatial.

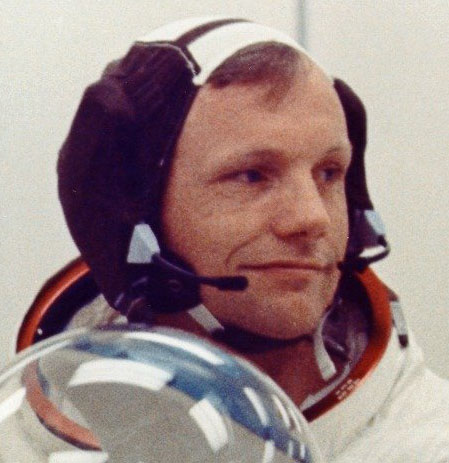
L'astronaute Neil Armstrong portant un casque SPENCOM juste avant son envol pour Apollo 11 en 1969.
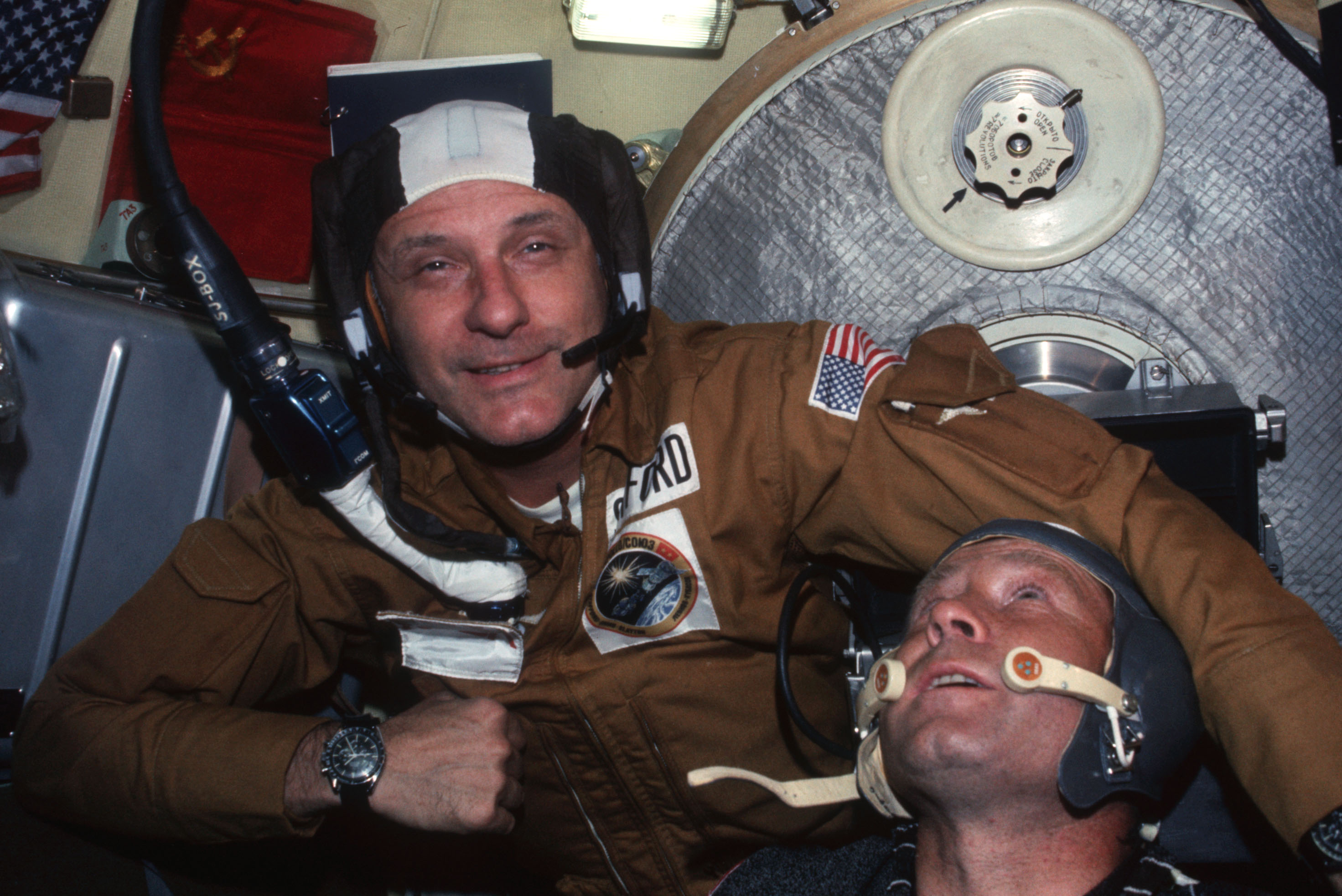
Casque Plantronics (SPENCOM) porté par l'américain Thomas Stafford (NASA) et casque Russian Socol porté par le russe Alekseï Leonov le 17 juillet 1975.
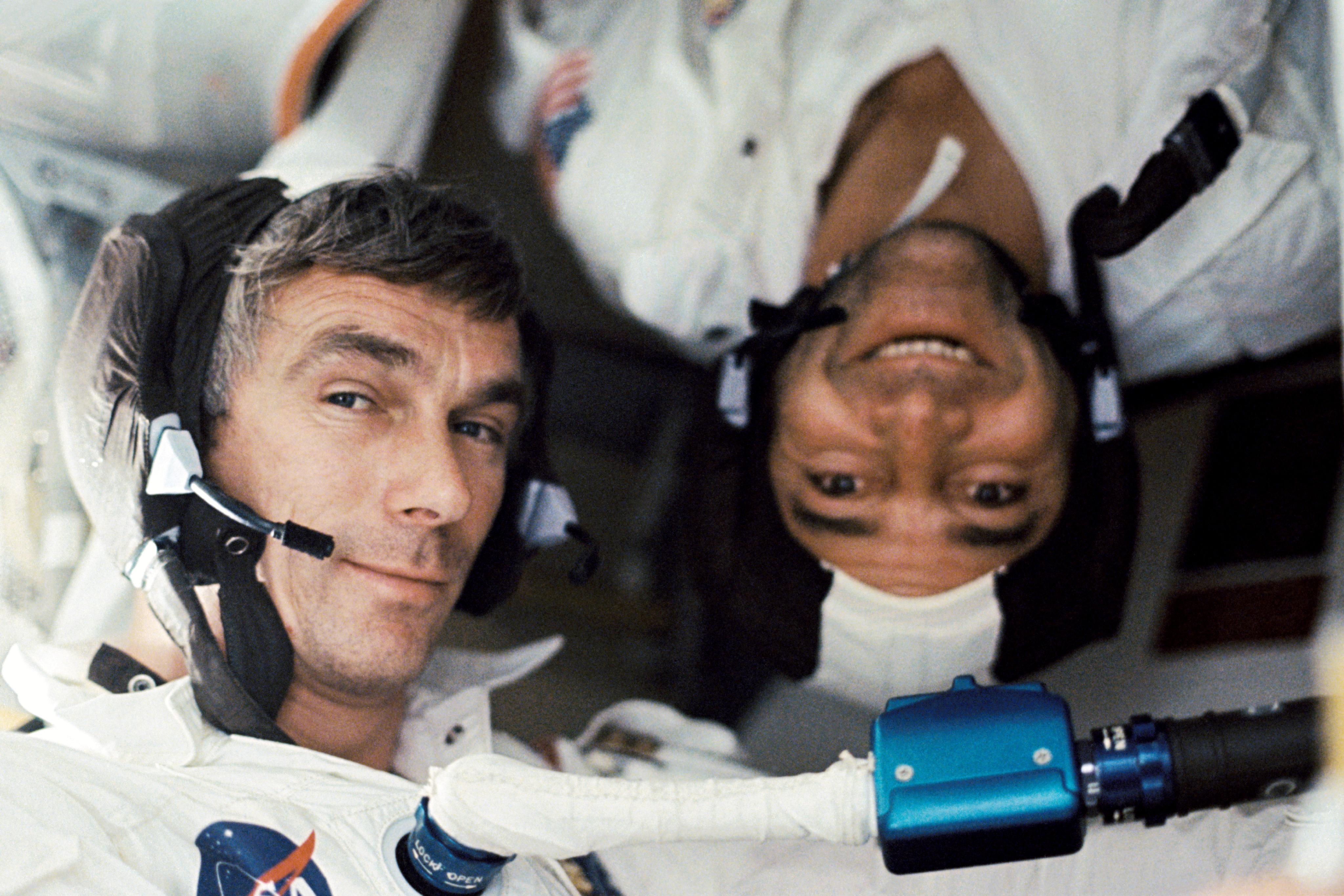
Casque Plantronics (SPENCOM) porté par Evans et Cernan à bord d'Apollo 17.

### Histoire récente
En 2005, Plantronics rachète Altec Lansing.
En mars 2018, Plantronics rachète Polycom, spécialisée dans la vidéo-conférence, pour 2 milliards de dollars.
Poly est depuis 2019 la nouvelle appellation de l'entreprise fusionnée. 
Jaap Haartsen, connu pour son rôle dans le développement de la spécification du Bluetooth, y travaille.
En 2022, Poly est rachetée par HP Inc.